# یواس‌اس دوین‌ون (آی‌ایکس-۵۸)
یواس‌اس دوین‌ون (آی‌ایکس-۵۸) (به انگلیسی: USS Dwyn Wen (IX-58)) یک کشتی بود. این کشتی  در سال ۱۹۴۲ ساخته شد.